# Шеца, Божидар
Божидар Шеца, немецкий вариант — Теодор Шютце (в.-луж. Božidar Šěca, нем. Theodor Schütze; 15 января 1900 года, деревня Рахлов-под-Чернобогом, Лужица — 16 апреля 1986 год, Будестецы, Лужица, ГДР) — серболужицкий педагог,  учёный-ботаник и краевед.

## Биография
Родился 15 января 1900 года в многодетной семье педагога и краеведа Корлы Богувера Шецы и его жены Анны Эмилии Альбертец в серболужицкой деревне Рахлов-под-Чернобогом. После окончания педагогического училища в Будишине работал до начала Второй мировой войны учителем. После войны с 1945 года работал главным инспектором по сохранению памятников в районе Баутцен. Описал значимые природные и культурно-исторические памятники этого административного района. С 1958 года был членом краеведческого общества Верхней Лужицы.
За свою краеведческую и научную деятельность был награждён золотой Медалью Иоганнеса Бехера и Медалью Лейбница Академии наук ГДР.

## Избранные сочинения
- Max Militzer, Theodor Schütze: Die Farn- und Blütenpflanzen im Kreise Bautzen. Nowa Doba Verlag der Domowina, Bautzen 1953
- Bautzener Land. Heimatbuch des Kreises Bautzen. Herausgegeben vom Rat des Kreises Bautzen, Bautzen 1959
- «Das schöne Bautzener Land»:
  - .1: Windmühle Saritsch, 1954
  - 2: Burg Körse, 1954
  - 4: Dorf und Park Neschwitz, [1955], 1959, 1960
  - 5: Weberort Wehrsdorf, 1956, 1964
  - 6: Großdubra am Heiderand, 1957
  - 7: Sohland an der Spree, 1957
  - 8: Schirgiswalde, die kleine Stadt, 1959, 1972
  - 9: Landschaftsschutzgebiet Lausitzer Bergland, 1961
  - 10: Königswartha im Teichland, 1962
  - 11: Wilthen am Mönchswalder Berg, 1964
  - 12: Hochkirch vor dem Czorneboh, 1965
  - 13: Göda tausendjährig, 1966
- Werte der deutschen Heimat, вып. 12: Um Bautzen und Schirgiswalde: Ergebnisse der heimatkundlichen Bestandsaufnahme im Gebiet von Bautzen und Schirgiswalde. Akademie-Verlag, Berlin 1967
- Werte unserer Heimat, вып. 24: Zwischen Stromberg, Czorneboh und Kottmar. Akademie-Verlag, Berlin 1974